# فيليب باوتشر
فيليب باوتشر هو لاعب هوكي الجليد كندي، ولد في 24 مارس 1973 في Saint-Apollinaire, Quebec ‏ في كندا.

## وصلات خارجية
- فيليب باوتشر على موقع دوري الهوكي الوطني (الإنجليزية)
- فيليب باوتشر على موقع قاعة مشاهير الهوكي (لاعب أن.إتش.أل) (الإنجليزية)
- فيليب باوتشر على موقع EliteProspects.com (الإنجليزية)
- فيليب باوتشر على موقع HockeyDB.com (الإنجليزية)
- فيليب باوتشر على موقع Hockey-Reference.com (الإنجليزية)